# 雷纳达斯·塞布蒂斯
雷纳达斯·塞布蒂斯（1985年7月23日—），生于苏联立陶宛加盟共和国马热基艾，立陶宛职业篮球运动员。
在2005年世界青年篮球锦标赛中，塞布蒂斯带领立陶宛国青男篮夺得冠军并且个人取得赛事最有价值球员称号。
在2007年NBA选秀中塞布蒂斯在第50顺位被达拉斯小牛队选中。但是随后他第二次加盟了希腊联赛豪强奥林匹亚克斯篮球俱乐部，双方签订了一份为期三年的合同。合同规定塞布蒂斯需在奥林匹亚克斯效力至2010年，其间NBA球队有权将其买断但是不能加盟其他欧洲球队。

## 职业生涯
- 2002-2003: Palangos Naglis (立陶宛联赛)
- 2003-2005: 维尔纽斯萨卡莱俱乐部 (Vilnius Sakalai) (立陶宛联赛)
- 2005-2006: 奥林匹亚克斯篮球俱乐部 (Olympiacos BC) (希腊联赛)
- 2006-2007: 马罗西篮球俱乐部 (Maroussi BC) (希腊联赛) (*租借)
- 2007- : 奥林匹亚克斯篮球俱乐部 (Olympiacos BC) (希腊联赛)

## 成绩和荣誉
- 欧洲U-20锦标赛 亚军 - 2005
- 世界U-20锦标赛 冠军 - 2005
- 世界U-20锦标赛 MPV - 2005